# Хартфорд (Кентъки)
Хартфорд (на английски: Hartford) е град в източната част на Съединените американски щати, административен център на окръг Охайо в щата Кентъки. Населението му е около 2700 души (2020).
Разположен е на 127 метра надморска височина във Вътрешните речни долини и хълмове, на 136 километра югозападно от Луисвил и на 140 километра северно от Нашвил. Селището възниква през 80-те години на XVIII век при началната точка на плавателността по река Ръф Ривър.